# Вангел Бабинкостов
Вангел Ристов Бабинкостов (на македонска литературна норма: Вангел Ристо Бабинкостов) е математик от Северна Македония.

## Биография
Роден е в 1938 година в преспанското село Герман, Гърция. Изведен е от комунистическите бунтовници от Гърция с групата на така наречените деца бежанци. Учи в Самарканд, СССР. Преселва се в Югославия. Работи като асистент в Скопския университет от 1967 година. В 1974 година завършва магистратура в Белград, а в 1992 година става доктор в Скопския университет. От 1998 година е професор в Природо-математическия факултет на Скопския университет.